# Willmar (Minnesota)
Willmar es una ciudad ubicada en el condado de Kandiyohi en el estado estadounidense de Minnesota. En el Censo de 2010 tenía una población de 19610 habitantes y una densidad poblacional de 474,58 personas por km².

## Geografía
Willmar se encuentra ubicada en las coordenadas 45°7′22″N 95°3′21″O / 45.12278, -95.05583. Según la Oficina del Censo de los Estados Unidos, Willmar tiene una superficie total de 41.32 km², de la cual 36.66 km² corresponden a tierra firme y (11.29%) 4.66 km² es agua.

## Demografía
Según el censo de 2010, había 19610 personas residiendo en Willmar. La densidad de población era de 474,58 hab./km². De los 19610 habitantes, Willmar estaba compuesto por el 86.88% blancos, el 4.76% eran afroamericanos, el 0.47% eran amerindios, el 0.57% eran asiáticos, el 0.08% eran isleños del Pacífico, el 5.44% eran de otras razas y el 1.81% pertenecían a dos o más razas. Del total de la población el 20.9% eran hispanos o latinos de cualquier raza.